# BFI's lista över 50 filmer du bör se innan du fyller 14
BFI's lista över 50 filmer du bör se innan du fyller 14 (BFI list of the 50 films you should see by the age of 14) är en lista skapad av British Film Institute (BFI) 2005 för att inspirera föräldrar och pedagoger att ta filmer på lika stort allvar som böcker och andra former av konst. Den skapades av mer än 70 experter, inklusive filmproducenter, lärare, författare och kritiker som alla gjorde sin egen topp tio-lista.

## Filmer
British Film Institute tillhandahåller endast en lista i bokstavsordning över de tio mest rekommenderade filmerna.
| Film                            | Regissör                              | År   | Land                        | Topp tio-lista |
| ------------------------------- | ------------------------------------- | ---- | --------------------------- | -------------- |
| Robin Hoods äventyr             | Michael Curtiz/William Keighley       | 1938 | USA                         | Nej            |
| Vi ses igen, barn               | Louis Malle                           | 1987 | Frankrike/Västtyskland      | Nej            |
| Tillbaka till framtiden         | Robert Zemeckis                       | 1985 | USA                         | Nej            |
| Skönheten och odjuret           | Gary Trousdale/Kirk Wise              | 1991 | USA                         | Nej            |
| Cykeltjuven                     | Vittorio De Sica                      | 1948 | Italien                     | Ja             |
| Billy Elliot                    | Stephen Daldry                        | 2000 | Storbritannien/Frankrike    | Nej            |
| En dag på kapplöpningarna       | Sam Wood                              | 1937 | USA                         | Nej            |
| E.T. the Extra-Terrestrial      | Steven Spielberg                      | 1982 | USA                         | Ja             |
| Edward Scissorhands             | Tim Burton                            | 1990 | USA                         | Nej            |
| Att vara och att ha             | Nicolas Philibert                     | 2002 | Frankrike                   | Nej            |
| Hitta Nemo                      | Andrew Stanton/Lee Unkrich            | 2003 | USA                         | Nej            |
| Livet är underbart              | Frank Capra                           | 1946 | USA                         | Nej            |
| Det gyllene skinnet             | Don Chaffey                           | 1963 | Storbritannien/USA          | Nej            |
| Kes – falken                    | Ken Loach                             | 1969 | Storbritannien              | Ja             |
| Chaplins pojke                  | Charles Chaplin                       | 1921 | USA                         | Nej            |
| King Kong                       | Merian C. Cooper/Ernest B. Schoedsack | 1933 | USA                         | Nej            |
| Kirikou och den elaka häxan     | Michel Ocelot                         | 1998 | Frankrike/Belgien/Luxemburg | Nej            |
| Flickan och odjuret             | Jean Cocteau                          | 1946 | Frankrike/Luxemburg         | Nej            |
| Resan till månen                | Georges Melies                        | 1902 | Frankrike                   | Nej            |
| De 400 slagen                   | Francois Truffaut                     | 1959 | Frankrike                   | Ja             |
| Semestersabotören               | Jacques Tati                          | 1953 | Frankrike                   | Nej            |
| Mitt liv som hund               | Lasse Hallström                       | 1985 | Sverige                     | Nej            |
| Min granne Totoro               | Hayao Miyazaki                        | 1988 | Japan                       | Nej            |
| Trasdockan                      | Charles Laughton                      | 1955 | USA                         | Ja             |
| Oliver Twist                    | David Lean                            | 1948 | Storbritannien              | Nej            |
| Outsiders                       | Francis Ford Coppola                  | 1983 | USA                         | Nej            |
| Sången om vägen                 | Satyajit Ray                          | 1955 | Indien                      | Nej            |
| Playtime                        | Jacques Tati                          | 1967 | Frankrike/Italien           | Nej            |
| Bleka dödens minut              | Rob Reiner                            | 1987 | USA                         | Nej            |
| Rabbit-Proof Fence              | Phillip Noyce                         | 2002 | Australien                  | Nej            |
| Jakten på den försvunna skatten | Steven Spielberg                      | 1981 | USA                         | Nej            |
| Tågräddarna                     | Lionel Jeffries                       | 1970 | Storbritannien              | Nej            |
| Den röda ballongen              | Albert Lamorisse                      | 1956 | Frankrike                   | Nej            |
| Romeo & Julia                   | Baz Luhrmann                          | 1996 | USA                         | Nej            |
| Den hemlighetsfulla trädgården  | Agnieszka Holland                     | 1993 | Storbritannien/USA          | Nej            |
| Fucking Åmål                    | Lukas Moodysson                       | 1998 | Sverige/Danmark             | Ja             |
| Singin' in the Rain             | Stanley Donen/Gene Kelly              | 1952 | USA                         | Nej            |
| Snövit och de sju dvärgarna     | David Hand                            | 1937 | USA                         | Nej            |
| I hetaste laget                 | Billy Wilder                          | 1959 | USA                         | Nej            |
| Bikupans ande                   | Victor Erice                          | 1973 | Spanien                     | Nej            |
| Spirited Away                   | Hayao Miyazaki                        | 2001 | Japan                       | Ja             |
| Stjärnornas krig                | George Lucas                          | 1977 | USA                         | Nej            |
| Skuggor över Södern             | Robert Mulligan                       | 1962 | USA                         | Nej            |
| Toy Story                       | John Lasseter                         | 1995 | USA                         | Ja             |
| Walkabout - Mannaprovet         | Nicolas Roeg                          | 1971 | Storbritannien              | Nej            |
| Whale Rider                     | Niki Caro                             | 2002 | Nya Zeeland                 | Nej            |
| Var är min väns hus?            | Abbas Kiarostami                      | 1987 | Iran                        | Ja             |
| Oskyldiga ögon                  | Bryan Forbes                          | 1961 | Storbritannien              | Nej            |
| Den vita ballongen              | Jafar Panahi                          | 1995 | Iran                        | Nej            |
| Trollkarlen från Oz             | Victor Fleming                        | 1939 | USA                         | Ja             |